# Étoile errante
Pour les astres qui n'appartiennent à aucune galaxie, voir Étoile intergalactique.
Étoile errante est un roman de Jean-Marie Gustave Le Clézio publié le 5 mai 1992 aux éditions Gallimard. 

## Résumé
À l'été 1943, Saint-Martin-Vésubie, village au pied des montagnes proche de la frontière italienne, est occupé par les troupes italiennes et la population surveillée par les carabiniers. C'est là qu'ont été rassemblées des familles juives venues de toute l'Europe, traditionalistes, joailliers rêvant à leur ancienne splendeur, musiciens, ou modestes réfugiés comme la famille d'Esther. Son père était professeur à Nice, et occupe maintenant son temps à des activités clandestines, aidant les maquisards traqués et participant à une filière d'évasion vers Jérusalem. La discrétion est son mot d'ordre, c'est pourquoi Esther est appelée Hélène dans tout le village : les autres doivent ignorer que la famille est juive. Son père l'a surnommée Estrellita, sa petite étoile. La vie est certes un peu amère mais aussi assez douce, sous la surveillance indolente et dénuée d'antisémitisme des carabiniers. 
Esther est une jeune adolescente, elle voit s'écouler la vie comme l'eau qui dévale bruyamment les rues du village lors des orages d'été. Deux jeunes garçons arrêtent ses pensées, dont Gasparini.

## Éditions
- Coll. « Blanche », Éditions Gallimard, 1992,  (ISBN 9782070726509)[1]
- Coll. « Folio » no 2592, éditions Gallimard, 1994,  (ISBN 9782070388899), 352 p.